# Parlatoreopsis
Parlatoreopsis är ett släkte av insekter. Parlatoreopsis ingår i familjen pansarsköldlöss.
Kladogram enligt Catalogue of Life:
| Parlatoreopsis | \| \| Parlatoreopsis acericola \| \| \| \| \| \| Parlatoreopsis chinensis \| \| \| \| \| \| Parlatoreopsis citri \| \| \| \| \| \| Parlatoreopsis longispina \| \| \| \| \| \| Parlatoreopsis pyri \| \| \| \| \| \| Parlatoreopsis tsugae \| \| \| \| |
|                | \| \| Parlatoreopsis acericola \| \| \| \| \| \| Parlatoreopsis chinensis \| \| \| \| \| \| Parlatoreopsis citri \| \| \| \| \| \| Parlatoreopsis longispina \| \| \| \| \| \| Parlatoreopsis pyri \| \| \| \| \| \| Parlatoreopsis tsugae \| \| \| \| |
|                | Parlatoreopsis acericola |
|                | |
|                | Parlatoreopsis chinensis |
|                | |
|                | Parlatoreopsis citri |
|                | |
|                | Parlatoreopsis longispina |
|                | |
|                | Parlatoreopsis pyri |
|                | |
|                | Parlatoreopsis tsugae |
|                | |